# Gustav Gustavsson Vasa
Gustav Gustavsson Vasa, celým jménem Gustav von Holstein-Gottorp-Vasa (9. listopadu 1799, Stockholm – 4. srpna 1877, Drážďany-Pillnitz, Sasko), nazývaný „princ Vasa“ (švédsky Prins av Vasa), byl následník švédského trůnu v letech 1799–1809, od roku 1836 rakouský polní podmaršálek, pretendent švédského trůnu v letech 1809–1872.

## Biografie

### Původ, mládí
Gustav byl synem předposledního švédského krále (posledního švédského velkovévody Finska) z dynastie Holstein-Gottorp Gustava IV. Adolfa a jeho manželky, bádenské princezny Frederiky Dorotey.

### Zbaven následnictví trůnu
Roku 1809 byl Gustavův otec svržen z trůnu a odešel do exilu do Švýcarska, zatímco jeho rodina se usadila nejprve v rodné zemi královnině, v Bádensku; Frederica obdržela k užívání zámek Itterburg a od roku 1816 začal Gustav užívat titul hrabě z Itterburgu. Posléze pobýval ve Vídni. Roku 1810, po převzetí švédského trůnu bezdětným Karlem XIII., strýcem Gustava IV. Adolfa, stoupenci Holstein-Gottorpských, tzv. gustaviánci, prosazovali kandidaturu mladého prince Gustava za následníka trůnu, ale byvší vzbouřenci z roku 1809, obávajíce se odplaty gustaviánců, prosazovali jako korunního prince vévodu Kristiána Augusta von Holstein-Augustenburg. Ten, svobodný a blízce spřízněný s Holstein-Gottorspkými, navrhl Karlovi XIII., že adoptuje Gustava, ale po sotva půlročním pobytu ve Švédsku náhle nečekaně zemřel. Nakonec zástupci Francie prosadili jiného kandidáta, francouzského polního maršála Jana Baptista Bernadotta, jehož adoptoval Karel XIII.
Jiný plán, v němž Gustav figuroval, byl v té době rozvíjen v Dánsku: měl být adoptován dánským a norským králem Frederikem VI., jenž neměl synů, měl se oženit s jeho dcerou Karolinou, gustaviánci měli provolat Frederika švédským králem, načež by Gustav po nástupu na trůn sjednotil všechny tři skandinávské monarchie. Plán zůstal pouhou epizodou, mj. proto, že by vyžadoval následných kompenzací prů řadů členů bočních linií oldenburské dynastie. Vyhnaná královská rodina vkládala rovněž velké naděje ve Vídeňský kongres, který – pokud to ovšem konvenovalo hlavním mocnostem – restituoval všechny legitimní monarchy. Ve francouzských a německých novinách se objevily zprávy, že Bernadotte se chystá zříci hodnosti korunního prince a navrátit Gustavovi jeho práva. Bernadotte však nic takového nezamýšlel a měl podporu nejdůležitějšího monarchy kongresu, ruského cara Alexandra I., takže naděje gustaviánců pohasly.

### Rakouský důstojník
Roku 1824 Gustav vstoupil do rakouské armády, když v důsledku Bernadottova nátlaku nebylo žádoucí přijmout ho do služby ruské ani anglické; byl jedním z mála Švédu v rakouských službách. Zdatný, pracovitý, uctivý a disciplinovaný ve své kariéře postupoval rychle kupředu: roku 1826 byl již podplukovníkem, roku 1830 generálmajorem, roku 1836 získal hodnost polního podmaršálka, předposlední stupeň hodnosti pod polním maršálem. Roku 1828 se zasnoubil s nesmírně bohatou princeznou Mariannou Nizozemskou, ale ke svatbě nedošlo opět pod diplomatickým tlakem Bernadotta, obávajícího se o svůj trůn a Marianna se později provdala za prince Albrechta, nejmladšího bratra pruského krále Viléma I. V té době musel Gustav, opět v důsledku Bernadottova nátlaku, přestat užívat titulu princ švédský (Prins av Sverige), ale Gustavovi nakloněný a přející rakouský císař František II. mu udělil titul „princ Vasa“ (německy: Prinz von Wasa), potvrdiv současně i jeho titulaturu „Královská výsost“ a druhé místo po členech habsbursko-lotrinského domu při všech dvorským ceremoniích.

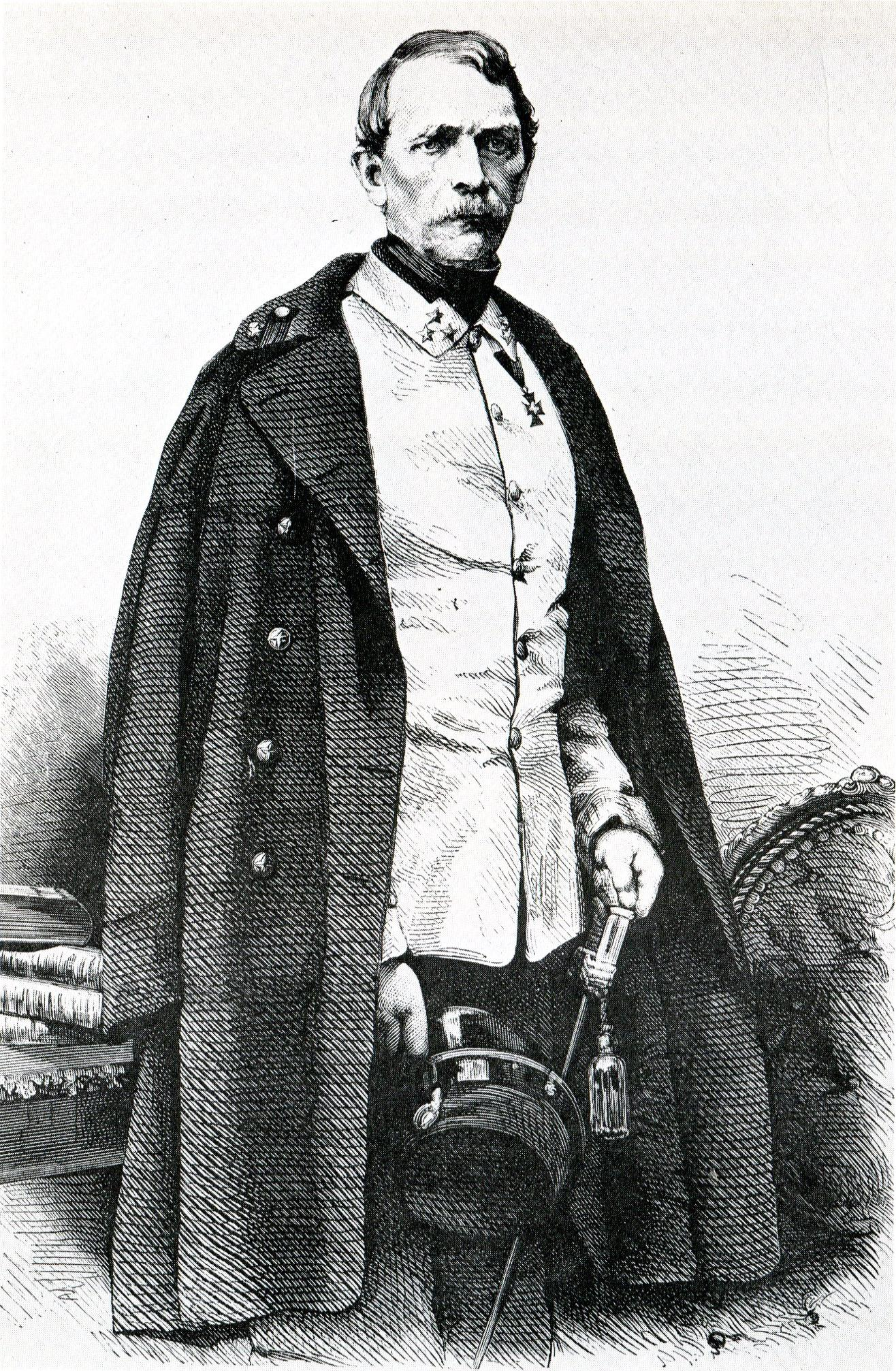
Gustav Vasa kolem roku 1865 (ve stáří nechtěl nosit žádné řády)

### Manželství, potomci
Dne 9. prosince roku 1830 se Gustav v Karlsruhe oženil s blízkou příbuznou, bádenskou princeznou Luisou Amélií (5. 6. 1811 – 19. 7. 1854). Z jejich manželství se narodily dvě děti, syn a dcera, chlapec však zemřel již jako nemluvně:
- 1. Ludvík (3. 3. 1832 Schönbrunn – 7. 3. 1832 tamtéž)
- 2. Karola Vasa-Holstein-Gottorpská (5. 8. 1833 Schönbrunn – 15. 12. 1907 Drážďany)
  - ⚭ 1853 Albert I. Saský (23. 4. 1828 Drážďany – 15. 10. 1902 Szczodre), král saský od roku 1873 až do své smrti

Karola byla ve věku 17 let považována za nejkrásnější princeznu Evropy; francouzský panovník Napoleon III., její vzdálený bratranec přes její babičku, bádenskou velkovévodkyni Stefanii de Beauharnais, usiloval o její ruku, ale Gustav ho odmítl se slovy dceři: Jestli se za něj provdáš, za dvacet let budeš na mizině, zbavená všeho. Byla to prorocká slova; roku 1870 Gustav řekl: Všechno jsem předpověděl.
Gustav dvakrát protestoval proti obsazení švédského trůnu dalšími Bernadotty, Oskarem I. (1844) a Karlem XV. (1859), a upozorňoval při tom, že podtrhujeme náležející Nám práva k trůnu, ale nemíníme je v tuto chvíli využít. Když převzal trůn Oskara II. (1872), třiasedmdesátiletý princ již protest nevznesl. Ve stáří sídlil ve vodním zámku v Pillnitz, který mu poskytl jeho saský zeť Albert, a tam také 4. srpna roku 1877 zemřel. To znamenalo konec nárokům jeho rodiny na švédskou korunu, neboť jeho jediný potomek – Karola – neměla děti; roce 1884 díky ní proběhlo oficiální smíření s švédskou panující dynastií Bernadotte. Posléze byly ostatky Gustava, původně pohřbeného v oldenburské kryptě v Eutin, a ostatky jeho otce Gustava IV. Adolfa (uložené na hradě Veveří na Moravě, kde od roku 1830 žil Gustav) i syna Ludvíka převezeny do Stockholmu a pohřbeny v hrobce Gustava III. v kostele Riddarholmskyrkan.
Gustavova dcera Karola, poslední osoba v historii, která nosila slávou ověnčené jméno Vasa, zemřela v roce 1907 a byla pohřbena v Drážďanech. Gustavova matka, královna Frederika, byla k poslednímu odpočinku uložena v rodinné hrobce bádenské dynastie v Pforzheimu.

### Zajímavosti
Ještě před svou svatbou s Luisou Amálií Bádenskou byl Gustav jako příslušník královského – byť sesazeného – rodu ve Vídni častým hostem v domě arcivévody Františka Karla; byl obdivovatelem a oddaným ctitelem jeho půvabné a duchaplné manželky Žofie Bavorské. Spekulovalo se i o tom, že jejich vztah nebyl platonický a Gustavovi se dokonce připisovalo otcovství Žofiiných dětí Františka (pozdější rakouský císař František Josef I.) a Maxmiliána (pozdější mexický císař Maxmilián I.); důkazy však pro tato tvrzení neexistují.
Gustav Vasa koupil roku 1830 hrad Veveří na Moravě poblíž Brna, kde jistou dobu žil, již roku 1844 jej však prodal podnikateli Jiřímu Šimonu Sinovi.

## Vývod z předků
|                        |                                      |  |                             |                                        |  |  |  |  |  |  |  | Kristián August Holštýnsko-Gottorpský |
|                        |                                      |  |                             |                                        |  |  |  |  |  |  |  |                                       |
|                        | Adolf I. Fridrich                    |  |                             |                                        |  |  |  |  |  |  |  |                                       |
|                        |                                      |  |                             |                                        |  |  |  |  |  |  |  |                                       |
|                        |                                      |  |                             | Albertina Frederika Bádensko-Durlašská |  |  |  |  |  |  |  |                                       |
|                        |                                      |  |                             |                                        |  |  |  |  |  |  |  |                                       |
|                        | Gustav III. Švédský                  |  |                             |                                        |  |  |  |  |  |  |  |                                       |
|                        |                                      |  |                             |                                        |  |  |  |  |  |  |  |                                       |
|                        |                                      |  |                             | Fridrich Vilém I. Pruský               |  |  |  |  |  |  |  |                                       |
|                        |                                      |  |                             |                                        |  |  |  |  |  |  |  |                                       |
|                        | Luisa Ulrika Pruská                  |  |                             |                                        |  |  |  |  |  |  |  |                                       |
|                        |                                      |  |                             |                                        |  |  |  |  |  |  |  |                                       |
|                        |                                      |  |                             | Žofie Dorotea Hannoverská              |  |  |  |  |  |  |  |                                       |
|                        |                                      |  |                             |                                        |  |  |  |  |  |  |  |                                       |
|                        | Gustav IV. Adolf                     |  |                             |                                        |  |  |  |  |  |  |  |                                       |
|                        |                                      |  |                             |                                        |  |  |  |  |  |  |  |                                       |
|                        |                                      |  |                             | Kristián VI.                           |  |  |  |  |  |  |  |                                       |
|                        |                                      |  |                             |                                        |  |  |  |  |  |  |  |                                       |
|                        | Frederik V.                          |  |                             |                                        |  |  |  |  |  |  |  |                                       |
|                        |                                      |  |                             |                                        |  |  |  |  |  |  |  |                                       |
|                        |                                      |  |                             | Žofie Magdalena Braniborská            |  |  |  |  |  |  |  |                                       |
|                        |                                      |  |                             |                                        |  |  |  |  |  |  |  |                                       |
|                        | Žofie Magdalena Dánská               |  |                             |                                        |  |  |  |  |  |  |  |                                       |
|                        |                                      |  |                             |                                        |  |  |  |  |  |  |  |                                       |
|                        |                                      |  |                             | Jiří II.                               |  |  |  |  |  |  |  |                                       |
|                        |                                      |  |                             |                                        |  |  |  |  |  |  |  |                                       |
|                        | Luisa Hannoverská                    |  |                             |                                        |  |  |  |  |  |  |  |                                       |
|                        |                                      |  |                             |                                        |  |  |  |  |  |  |  |                                       |
|                        |                                      |  |                             | Karolina z Ansbachu                    |  |  |  |  |  |  |  |                                       |
|                        |                                      |  |                             |                                        |  |  |  |  |  |  |  |                                       |
| Gustav Gustavsson Vasa |                                      |  |                             |                                        |  |  |  |  |  |  |  |                                       |
|                        |                                      |  |                             |                                        |  |  |  |  |  |  |  |                                       |
|                        |                                      |  | Fridrich Bádensko-Durlašský |                                        |  |  |  |  |  |  |  |                                       |
|                        |                                      |  |                             |                                        |  |  |  |  |  |  |  |                                       |
|                        | Karel Fridrich Bádenský              |  |                             |                                        |  |  |  |  |  |  |  |                                       |
|                        |                                      |  |                             |                                        |  |  |  |  |  |  |  |                                       |
|                        |                                      |  |                             | Amálie Nasavsko-Dietzská               |  |  |  |  |  |  |  |                                       |
|                        |                                      |  |                             |                                        |  |  |  |  |  |  |  |                                       |
|                        | Karel Ludvík Bádenský                |  |                             |                                        |  |  |  |  |  |  |  |                                       |
|                        |                                      |  |                             |                                        |  |  |  |  |  |  |  |                                       |
|                        |                                      |  |                             | Ludvík VIII. Hesensko-Darmstadtský     |  |  |  |  |  |  |  |                                       |
|                        |                                      |  |                             |                                        |  |  |  |  |  |  |  |                                       |
|                        | Karolína Luisa Hesensko-Darmstadtská |  |                             |                                        |  |  |  |  |  |  |  |                                       |
|                        |                                      |  |                             |                                        |  |  |  |  |  |  |  |                                       |
|                        |                                      |  |                             | Šarlota z Hanau-Lichtenbergu           |  |  |  |  |  |  |  |                                       |
|                        |                                      |  |                             |                                        |  |  |  |  |  |  |  |                                       |
|                        | Frederika Dorotea Bádenská           |  |                             |                                        |  |  |  |  |  |  |  |                                       |
|                        |                                      |  |                             |                                        |  |  |  |  |  |  |  |                                       |
|                        |                                      |  |                             | Ludvík VIII. Hesensko-Darmstadtský     |  |  |  |  |  |  |  |                                       |
|                        |                                      |  |                             |                                        |  |  |  |  |  |  |  |                                       |
|                        | Ludvík IX. Hesensko-Darmstadtský     |  |                             |                                        |  |  |  |  |  |  |  |                                       |
|                        |                                      |  |                             |                                        |  |  |  |  |  |  |  |                                       |
|                        |                                      |  |                             | Šarlota z Hanau-Lichtenbergu           |  |  |  |  |  |  |  |                                       |
|                        |                                      |  |                             |                                        |  |  |  |  |  |  |  |                                       |
|                        | Amálie Hesensko-Darmstadtská         |  |                             |                                        |  |  |  |  |  |  |  |                                       |
|                        |                                      |  |                             |                                        |  |  |  |  |  |  |  |                                       |
|                        |                                      |  |                             | Kristián III. Falcko-Zweibrückenský    |  |  |  |  |  |  |  |                                       |
|                        |                                      |  |                             |                                        |  |  |  |  |  |  |  |                                       |
|                        | Karolína Falcko-Zweibrückenská       |  |                             |                                        |  |  |  |  |  |  |  |                                       |
|                        |                                      |  |                             |                                        |  |  |  |  |  |  |  |                                       |
|                        |                                      |  |                             | Karolína Nasavsko-Saarbrückenská       |  |  |  |  |  |  |  |                                       |
|                        |                                      |  |                             |                                        |  |  |  |  |  |  |  |                                       |